# Ndana (Sawu)
Ndana (Dana, Nieuw Eiland, Hokki) ist eine indonesische Insel südwestlich von Sawu und Raijua (Kleine Sundainseln).

## Geographie
Ndana gehört zum Kabupaten (Regierungsbezirk) Sawu Raijua in der Provinz Ost-Nusa Tenggara. Nach der Definition der International Hydrographic Organization (IHO) bildet Ndana einen Eckpunkt der Grenze zwischen Sawusee und Indischem Ozean.

## Fauna
Auf der Insel leben verwilderte Schafe und Ziegen.

## Kulturelle Bedeutung
Die ansonsten unbewohnte Insel wird einmal jährlich von den Bewohnern der Inseln Sawu und Raijua für eine rituelle Zeremonie besucht. Die Sawunesen glauben, dass die Geister der Verstorbenen auf Ndana leben, weswegen die Insel ansonsten nicht betreten wird, wenn man von gelegentlichen Besuchen durch Touristen mal absieht.